# Zawód policjant
Zawód policjant (ang. True Blue) – amerykański serial sensacyjno-kryminalny. W Stanach Zjednoczonych emitowany w piątkowe wieczory. W Polsce, w kanale TVP 1, w środy o 20:05, na początku lat 90.
Tematem są spektakularne akcje i śledztwa, prowadzone przez specjalną jednostkę nowojorskiej policji (tzw. NYPD Emergency Service Unit)

## Obsada
- John Bolger – oficer Bobby Traverso
- Ally Walker – oficer Jessy Haley
- Nestor Serrano – oficer Geno Toffenelli
- Darnell Williams – oficer David Odom
- Eddie Velez – oficer Frankie Avila
- Grant Show – oficer Casey Pierce
- Timothy Van Patten – sierżant Andy Wojeski
- Dick Latessa – sierżant Mike Duffy
- Leo Burmester – oficer Red Tollin
- Annie Golden – Connie Tollin
- Beau Starr – porucznik Bill Triplett
- Elya Baskin – Yuri
- Joe Lisi – kapitan Motta
- Victor Arnold – szef wydziału Servino

## Spis odcinków
| N/o            | Tytuł angielski        | Tytuł polski           |
| -------------- | ---------------------- | ---------------------- |
|                |                        |                        |
| SERIA PIERWSZA |                        |                        |
|                |                        |                        |
| 00             | Pilot                  | Pilot                  |
|                |                        |                        |
| 01             | Life With The Lady     | Symbol wolności        |
|                |                        |                        |
| 02             | Someone To Listen      | Życzliwa dusza         |
|                |                        |                        |
| 03             | Signal 66              | Pilne wezwanie         |
|                |                        |                        |
| 04             | The Beast              | Bestia                 |
|                |                        |                        |
| 05             | Tunnel Vision          | Spotkanie w tunelu     |
|                |                        |                        |
| 06             | Oldies, But Goldies    | Przeboje z dawnych lat |
|                |                        |                        |
| 07             | Blue Monday            | Ponury poniedziałek    |
|                |                        |                        |
| 08             | Hickory, Dickory, Dock | Idzie rak nieborak     |
|                |                        |                        |
| 09             | Caves                  | Jaskinie               |
|                |                        |                        |
| 10             | Fire Down Below        | Walka                  |
|                |                        |                        |
| 11             | Chinatown              | Chińska dzielnica      |
|                |                        |                        |